# Ermida de Nossa Senhora da Saúde (vila da Praia)

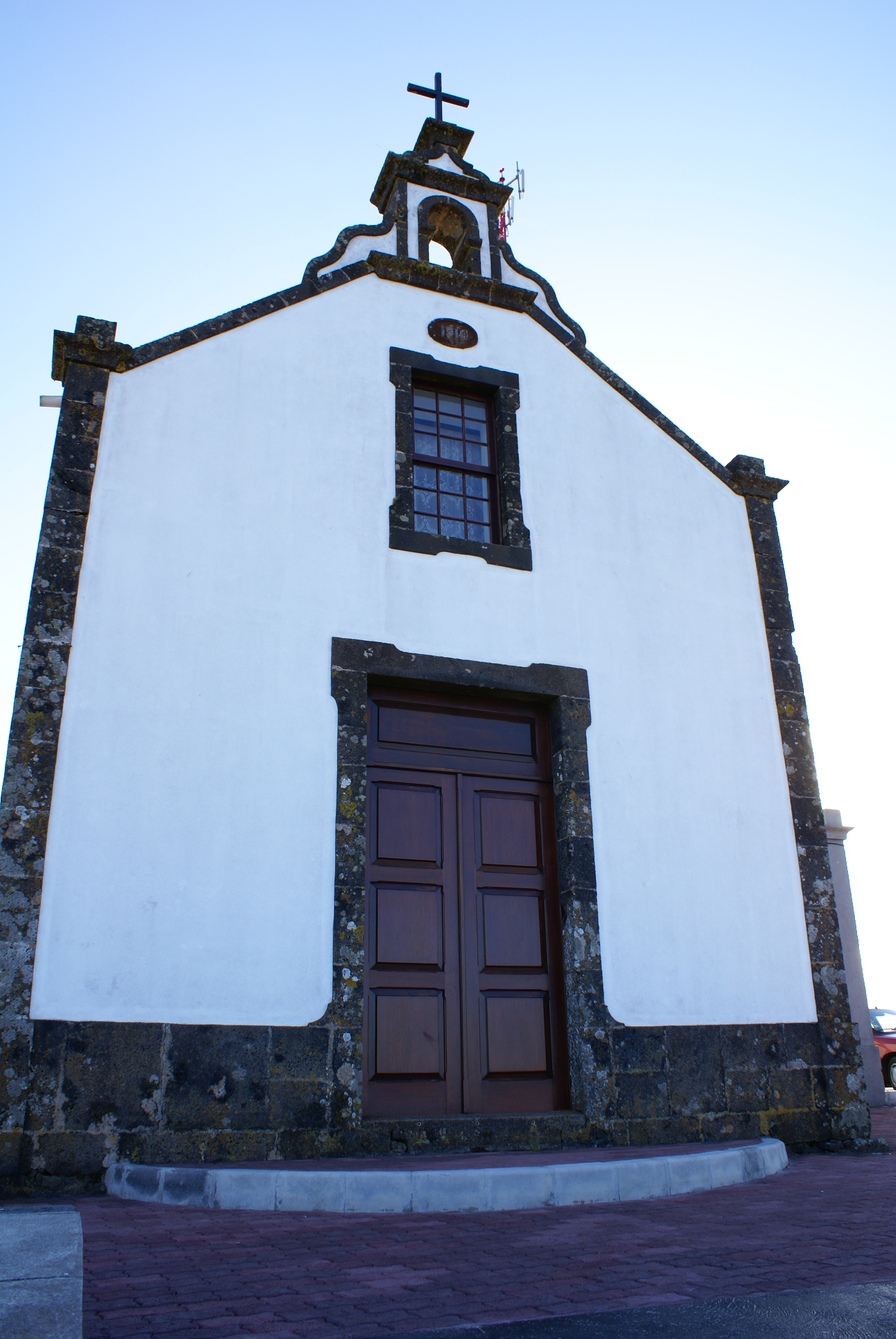
Ermida de Nossa Senhora da Saúde, Praia.

A Ermida de Nossa Senhora da Saúde localiza-se na vila da Praia, concelho de Santa Cruz da Graciosa, na ilha Graciosa, nos Açores.

## História
Foi construída em 1910.

## Características
Sobre o Monte da Saúde, a 189 metros acima do nível médio do mar, constitui-se em um dos mais interessantes miradouros da ilha.